# Isabella Menin
Pour les articles homonymes, voir Menin (homonymie).
Isabella Novaes Menin est née le 2 juin 1996 à Marília, est une mannequin brésilienne. Elle a été couronnée Miss Grand International 2022 à Bogor, en Indonésie,,,.

## Biographie
Menin est née à Marília au sein d'une famille brésilienne-italienne,. Elle a obtenu un diplôme de premier cycle en économie avec mention très bien de l'Université de Westminster et une maîtrise en finance de l'University College de Londres,. Après ses études, elle a embrassé une carrière de mannequin et de planificatrice financière avant de participer à des concours de beauté,.

## Concours de beauté
Menin a autrefois détenu le titre de Miss Teen International 2013 et a participé à Miss Grand Brésil 2022, où elle est sortie victorieuse. Par la suite, elle a pris part à Miss Grand International 2022 à Bogor, en Indonésie, remportant la compétition et succédant à Nguyễn Thúc Thùy Tiên du Viêt Nam,. Elle est ainsi devenue la première Brésilienne à remporter ce titre de concours de beauté,.